# 톨롱붉은콜로부스
톨롱붉은콜로부스(Piliocolobus tholloni) 또는 트슈아파붉은콜로부스는 콩고민주공화국과 콩고공화국 하부에 서식하는 붉은콜로부스 원숭이의 일종이다. 콩고강 남쪽과 로마미 강 서쪽에서 발견된다. 한 때 서부붉은콜로부스(P. badius)의 아종으로 간주된 적도 있었다. 1974년 댄드롯(Dandelot)가 별개의 종으로 처음 인식하였고, 2001년 콜린 그로부스가 이를 따랐지만, 일부는 타나강붉은콜로부스(P. rufomitratus)의 아종으로 간주해야 한다고 주장한다.